# Rogojeni, Galați

Rogojeni este un sat în comuna Suceveni din județul Galați, Moldova, România. Localitate de frontieră, situată la granița cu Republica Moldova. Satul este așezat între râul Prut și pârâul Horincea.
Este localitatea de origine a scriitorului poporanist Spiridon Popescu, autor a mai multor lucrări de proză scurtă, printre care "Rătăcirea de la Stoborăni", care descrie modul în care s-a desfășurat revolta țărănească de la 1907 în satul Rogojeni. O altă lucrare de interes pentru modul în care descrie percepția țărănimii tradiționale asupra modernizării țării de la începutul sec. XX (și în particular asupra marii expoziții de la 1906) este intitulată "Moș Gheorghe la expoziție".
Atestat documentar în 1502.
Populația satului număra, conform recensământului din 2002, 756 de persoane, în creștere față de datele din 1992, când se recenzau 655 de persoane. Majoritatea populației este constituită din persoane vârstnice, mulți dintre tineri emigrând în străinătate, cu precădere spre Italia și Spania. Cu toate acestea, populația satului a fost în creștere, datorită în principal unui fenomen de mutare a persoanelor de la oraș în mediul rural, cauzat de decăderea industriilor urbane.
Domeniul de activitate preponderent este agricultura, care, datorită fărâmițării proprietăților agricole, se menține în cea mai mare parte la un nivel de subzistență.

## Personalități
Spiridon Popescu
Ion Constantinescu
Magda Isanos